# 이수장
이수장(李壽長, 1661년 ~ 1733년)은 조선의 서예가이다. 자는 인수, 호는 정곡, 본관은 천안이다.
숙종이 지은 시를 붓글씨로 써서 왕의 칭찬을 받았으며, 1709년 청나라의 사신 연갱요로부터 동방에서 으뜸가는 글씨라고 칭찬받았다. 이어 1711년 통신사 조태억을 따라 일본으로 건너갔는데, 일본의 서예가들이 그의 글씨를 보고 극찬하였다. 특히 해서와 초서에 뛰어났으며, 〈묵지간금〉을 발간하였는데, 서예를 공부하는 후배들에게 귀중한 지침서가 되고 있다.